# ¿Quién da más?
¿Quién da más? (en el original inglés Storage Wars), a veces también conocido como Guerra de depósitos, es un programa televisivo estadounidense del género telerrealidad, transmitido por la cadena A&E e History en Latinoamérica. Fue estrenado en 2010. El programa cuenta con la pareja de subastadores Dan y Laura Dotson, por lo general juntos, y con compradores como Dave Hester, Darrell y Brandon Sheets, Barry Weiss, Jarrod Schulz y Brandi Passante. Además, cuenta con el productor ejecutivo y creador Thom Beers como narrador fuera de la pantalla (en su versión en inglés).

## Información general
Cuando el alquiler no se paga en un depósito de almacenamiento durante tres meses en California, un subastador vende el contenido como un solo lote de artículos. El programa sigue a los compradores profesionales que adquieren los contenidos basándose solo en una inspección de cinco minutos de lo que pueden ver desde la puerta cuando se abre. El objetivo es obtener beneficios sobre la mercancía.
La primera temporada de ¿Quién da más? constaba de 19 episodios, 17 de los cuales fueron filmados en diferentes ubicaciones de almacenamiento en el sur de California. Dos episodios especiales fueron filmados en un par de instalaciones StorageOne en Las Vegas, Nevada.
El programa ha alcanzado un gran éxito en la audiencia, en el estreno de la segunda temporada atrajo a 5,1 millones de televidentes (en los Estados Unidos), convirtiéndose en el programa más visto en la historia de A&E hasta esa fecha.
Una serie derivada de ¿Quién da más? titulada ¿Quién da más?: Texas hizo su debut en A&E el 6 de diciembre de 2011. La serie cuenta con un nuevo elenco de oferentes y un subastador diferente. Una segunda serie derivada llamada ¿Quién da más?: Nueva York, que transcurre en Nueva York, comenzó a emitirse en enero de 2013. Una tercera serie derivada, llamada ¿Quién da más?: Toronto comenzó a emitirse en agosto de 2013, esta vez producida por el canal OLN. Un spin-off no enfocado en las subastas titulado Brandi y Jarrod: Casados con su Trabajo salió el 2014 y se enfoca en la vida diaria de Jarrod Schulz y Brandi Passante. ¿Quién da más? se puede ver también a nivel internacional, ya que AETV International ha vendido la serie a varios canales en Canadá, Australia, Reino Unido, Países Bajos, Suecia, Finlandia, Noruega, Dinamarca, España y en Latinoamérica gracias a A&E Latinoamérica.

## Reparto

### Compradores
- Dave Hester, también conocido como "El Magnate" (temporadas 1-3; temporada 5): Al comienzo de la serie, Hester era dueño de Newport Consignment Gallery en Costa Mesa, California[6] y de la tienda de segunda mano Rags to Riches, pero las cerró en junio de 2011. Ahora opera su propia casa de subastas, Dave Hester Auctions. Hester ha tenido confrontaciones con los otros compradores principales, especialmente con Darrell y Brandon Sheets, y se sabe que aumenta las ofertas cada vez que alguien quiere comprar la unidad. El hijo de Hester, Dave Jr., apareció ocasionalmente en el programa con él. El lema característico de Hester es un ruidoso "YUUUP!" al hacer una oferta. Tiene esta palabra impresa en sus camiones, camisetas y gorras. Hester reveló en Anderson Live que su llamado se originó de él siendo un receptor de ofertas en las instalaciones de subastas, ayudando a los subastadores a detectar a los postores en una multitud.[7] En diciembre de 2012, Hester fue despedido del programa y demandó a los productores del programa por terminación injusta; parte de su demanda fue desestimada en marzo de 2013.[8] Por lo tanto, Hester no apareció en la cuarta temporada, pero regresó para la quinta temporada.

- Darrell Sheets, también conocido como "El Apostador" (temporada 1—): Un veterano de la subasta de almacenamiento de San Diego. Su frase es "¡Este es el factor WOW!" y él hace el malpropismo ocasional. Se gana la vida vendiendo artículos de sus depósitos comprados en su intercambio semanal y a través de su tienda en línea.[9][10] En una entrevista, Sheets indicó que algunos de sus mayores hallazgos en los depósitos incluían una considerable colección de cómics, cuatro dibujos de Pablo Picasso y una carta escrita por Abraham Lincoln que se vendió por más de US $ 15,000.[11] En Unlocked: Sell High, Darrell reveló que una vez encontró un cadáver humano envuelto en plástico en un armario de almacenamiento. Se determinó que el dueño anterior del depósito había asesinado a su esposa y la había dejado en la unidad. En el final de la temporada 3, Darrell compró un casillero por $ 3,600, que se descubrió que contenía muchas obras de arte originales de Frank Gutiérrez. La obra de arte terminó siendo evaluada por aproximadamente $ 300,000, lo que resultó en la mayor ganancia en la historia del espectáculo.[12]

- Brandon Sheets, conocido como "El Apostador Secunadrio" (temporadas 1-9): el hijo de Darrell Sheets, que a menudo lo acompaña a las subastas. En temporadas posteriores, Brandon asistió a subastas por su cuenta y también ofertó contra su padre por las mismas unidades. Brandon tuiteó el 20 de diciembre de 2016 que dejará el programa después de la novena temporada debido a los recortes presupuestarios.[13] Brandon ahora trabaja como agente de bienes raíces en Arizona.[14]

- Jarrod Schulz y Brandi Passante, también conocidos como "Las Armas Jóvenes" (temporada 1—): Al comienzo de la serie, Schulz y Passante poseían y operaban la tienda de segunda mano "Now and Then" en Orange, California.[9] En la cuarta temporada, abrieron una segunda ubicación en Long Beach, California, pero en el estreno de la quinta temporada, se reveló que la tienda de Long Beach no había obtenido ganancias desde el día de la apertura, poniendo a la pareja en peligro financiero. Se demostró que la tienda de Long Beach cerró durante el segmento de apertura del episodio emitido el 8 de abril de 2014. Su tienda de Orange también cerró permanentemente a principios de 2016. El 24 de abril de 2014, A&E estrenó el especial Brandi & Jarrod: Married to the Job, que se centró en los dos equilibrando el funcionamiento de su negocio y criando a sus dos hijos.[15] El especial condujo a una serie derivada del mismo nombre, que se estrenó el 12 de agosto de 2014. Aunque identificado en la pantalla como esposo y esposa en algunos episodios, Schulz y Passante nunca se han casado. Tienen dos hijos, Cameron y Peyton.

- Barry Weiss, también conocido como "El Coleccionista" (temporadas 1—4): Weiss y su hermano eran dueños de una exitosa compañía de productos hasta que se retiró. Weiss es un coleccionista de antigüedades de toda la vida, pero nunca había comprado una unidad de almacenamiento hasta que su amigo y productor ejecutivo y narrador de ¿Quién da más? Thom Beers le sugirió que se uniera al programa.[16] El 25 de junio de 2013, se informó que Weiss no volvería al programa para la quinta temporada.[16] En febrero de 2014, A&E anunció que Weiss protagonizaría su propia serie derivada, titulada Barry'd Treasure.[17] En 2015, Weiss protagonizó un nuevo spin-off, titulado ¿Quién da más?: Barry Strikes Back, donde junto con su amigo y colega Kenny Crossley, revisa y agrega nuevos comentarios para episodios pasados de la serie. Barry es el padrino de Jesse James.[18] También es el "portavoz oficial" y el "embajador de la marca" para Sherwood Valley Casino en Willits, California.[19][20]

- Ivy Calvin, también conocido como "El Rey" (temporada 4—): Calvin se unió al programa durante la tercera temporada justo después de la partida de Dave Hester, y se convirtió en uno de los principales compradores durante la quinta temporada. Exluchador de MMA y jugador de fútbol de arena, es dueño de la tienda de segunda mano Grandma's Attic en Palmdale, California.[9][21] El hijo de Calvin, Ivy Jr., a menudo se une a él en el programa. Calvin también se une a menudo con Mary Padian, a quien se refiere como su "mejor amiga".[22]

- Rene Nezhoda y Casey Nezhoda, también conocidos como "Los Cazadores De Gangas" (temporada 4—): La pareja se unió al programa durante la cuarta temporada y se convirtieron en compradores principales en la quinta temporada. Nacido en Alemania, René es propietario de la tienda de segunda mano Bargain Hunters en Poway, California, cerca de San Diego. A partir de la novena temporada, Casey solo aparece como un miembro del reparto semi-regular, con Rene a menudo asistiendo a las subastas por su cuenta. También tienen dos hijos.[9][23]

- Mary Padian, también conocida como "La Basureña" (temporada 5—): Mary, una antigua regular de la serie spin-off ¿Quién da más?: Texas, se unió al elenco en la quinta temporada, apareciendo en tres episodios durante una visita a Long Beach en enero de 2014. En la sexta temporada, Mary se convirtió en una compradora principal. Mary es propietaria de Mary's Finds, un negocio de restauración de muebles y antigüedades.[24] Varios episodios han mostrado a Mary restaurando artículos tomados de las unidades que compró, hasta la venta al comprador previsto. Mary es amiga íntima de Ivy Calvin, a quien a menudo se refiere como su "mejor amigo".

- Kenny Crossley (temporada 10): Habiendo regresado como invitado recurrente en dos temporadas, Kenny ha regresado para convertirse en uno de los principales compradores. Kenny es oriundo de Nueva Orleans, donde trabajó para el Departamento del Sheriff. Dejando atrás a la policía, Kenny se mudó a Los Ángeles, donde administraba las instalaciones de almacenamiento.[25] Kenny acaba de formar una alianza temprana con Barry Weiss. Barry en sus dos shows, Barry'd Treasure y Storage Wars: Barry Strikes Back. Fuera de las unidades de almacenamiento, Kenny es dueño de un negocio que fabrica sus propios bombones y posee una línea de ropa con la etiqueta "Kenny Do It", cuyos diseños se ven a menudo vistiendo el espectáculo.

- Shana Dahan y Edwina Registre, también conocidas como "Las Damas De Las Vegas" (temporada 11): Shana y Edwina se unieron al espectáculo en su undécima temporada, convirtiéndose en dos de las tres nuevas estrellas nombradas por la cadena. Por comercio, tanto Shana como Edwina son corredores de seguros; a menudo asisten a las subastas en su tiempo libre, ya que han desarrollado su amor por los artículos coleccionables antiguos a una edad temprana. El par también tiene un canal de YouTube llamado "Thrifters Anonymous", donde se encuentran en unidades de almacenamiento o tiendas de segunda mano.[26]

- Justin Bryant, también conocido como "El Novato" (temporada 11-): Justin fue una de las tres nuevas estrellas designadas por la cadena para la temporada once. Justin es el comprador más joven en aparecer a la edad de 22 años. Desde su inicio, Justin ha utilizado las ganancias que ha comprado para ayudar a comprarle un nuevo hogar a su madre y, por lo tanto, ha empleado a su hermano mayor.[27]

- Nabila Haniss, también conocida como "Paris Hilton" (temporadas 2—4): Haniss es un comprador de toda la vida de Culver City, California, que recibió atención después de comprar una unidad de almacenamiento que contenía artículos pertenecientes a la sociedad social Paris Hilton.[28] Desde entonces, también ha obtenido una unidad que pertenece a la personalidad de la televisión y las redes sociales, Tila Tequila.[29] Haniss apareció como una compradora recurrente durante las temporadas dos a cuatro, a menudo enfrentándose con Dave Hester.

- Mark Balelo, también conocido como "El Rico Suave" (temporadas 2—4): Balelo era dueño de una compañía de liquidación, venta al por mayor y distribución, y una casa de subastas, y también fue dueño de una tienda de juegos llamada "The Game Exchange" de 2009-2012. Era conocido por llevar grandes sumas de dinero a las subastas, tanto como US $ 50,000 a la vez. También se ganó el nombre de "Rico Suave" por su tendencia a vestirse con ropa elegante en las subastas de almacenamiento. Apareció tres veces durante la segunda temporada, cinco veces en la tercera temporada y tres veces en la cuarta temporada, filmado poco antes de su muerte por suicidio.[30]

- Jeff Jarred (temporada 3): Jarred es el propietario de la tienda de artículos de segunda mano "It's New To You", que él maneja con su hija en Burbank, California. En el pasado, a menudo ha luchado con Dan Dotson, después de acusarlo de usar tácticas furtivas en las subastas para permitir que los postores regulares ganen unidades. Sin embargo, él y Dotson decidieron hacer las paces en la tercera temporada. Apareció seis veces durante la tercera temporada.

- Herb Brown y Mike Karlinger, también conocidos como "Los Gemelos Sin Mangas" (temporadas 3—4): Herb y Mike son cuñados, quienes desarrollaron un gusto por comprar unidades después de asistir a una subasta un día por aburrimiento.[31] Aparecieron tres veces en la tercera temporada, en los episodios "Portrait of the Gambler", "Nobody's Vault but Mine" y "Still Nobody's Vault but Mine", y tres veces en la cuarta temporada, en los episodios "Old Tricks, New Treats", "Orange You Glad Dan Sold It Again?" and "That's My Jerry!". También hicieron una aparición sin acreditar en el episodio "Jurassic Bark", en el que hicieron una broma a Dave Hester, y se ganaron el apodo de "los gemelos".

- Mark Harris y Matt Harris, también conocidos como "Los Hermanos Harris" (temporadas 3—4): Mark y Matt son gemelos idénticos que aparecieron por primera vez en "May the Vaults Be You" como un tasador para Barry cuando encontró un Return of the Jedi Chaqueta en un armario. Desde entonces, han aparecido como compradores recurrentes a lo largo de la tercera y cuarta temporada. Aparecieron por primera vez como compradores en el episodio "The Kook, The Chief, His Son, and The Brothers". Los autoproclamados "Kings of Swag", los hermanos Harris se especializan en recuerdos de Hollywood. Tienen una empresa llamada WOW! Creaciones, que se especializan en bolsas de regalos de celebridades.[32] Más tarde aparecieron cinco veces en la cuarta temporada en los episodios "Ostras en el plato medio", "The Shrining", "The French Job", "No hay lugar como la patria" , y "Dominación total del vino".

- Chad: aparece como el compañero de Darrell Sheets en varios episodios. Chad es una especie de tonto, y proporciona alivio cómico, así como una aparente frustración para Darrell, quien le está enseñando el negocio. Chad frecuentemente escupe secretos y hace suposiciones y comentarios tontos. Está dispuesto a probar algunos de los hallazgos de armarios de almacenamiento más peligrosos de Darrell con entusiasmo infantil.

- Jenny Grumbles, también conocida como "La Deslumbrante" (temporada 12): una ex regular de la serie spin-off ¿Quién Da Más: Texas, Jenny hace una aparición especial y se une a su compañera compradora Mary Padian, en un episodio de la temporada 12.

### Subastadores
- Dan Dotson y Laura Dotson, también conocidos como "Subastadores Americanos (temporada 1—): Dan y Laura son un equipo de subastadores de marido y mujer, quienes dirigen su propio negocio, American Auctioneers, y son los principales subastadores del programa.[33] Dan ha sido subastador profesional desde 1974. Él es el subastador principal, que ocasionalmente le da las riendas a Laura, y ella termina las subastas recordando a los postores ganadores: "¡No olviden pagarle a la dama!" El abuelo de Dan fue aprendiz de subastador por Detmen Mitchell en 1945.[34]

- Emily Wears-Kroul (temporada 10—): Emily fue nombrada como una nueva subastadora semi-regular de la décima temporada. Wears tenía solo diecisiete años cuando terminó la escuela de subastas, y es una de las subastadoras más jóvenes que trabajan actualmente en el negocio. Wears dirige su propio negocio de subastas en Solon, Iowa, con su padre, que es un interlocutor de por vida. Wears también apareció como participante durante la decimoquinta temporada de American Idol. Se casó en 2017 y su mejor amiga es Mary Padian.[35]

- Earl Graham y Johan Graham (temporada 4): Earl y Johan son un equipo de subastadores padre-hija, que apareció en seis episodios en la cuarta temporada como subastadores de relleno después de que la red intentara cambiar el programa al presentar una serie de nuevos miembros del reparto. Aparecieron en los episodios "The Monster Hash", "The Shrining", "Barry's Angels", "That's My Jerry!", "Total Wine Domination" y "Fear and Theathing in Placentia". No regresaron para la quinta temporada, luego de una respuesta negativa de los fanáticos del programa.

- Ron Scheenstra (temporada 5): Ron es un empleado de Dan y Laura Dotson, uno de los muchos subastadores empleados por American Auctioneers. Apareció en un episodio de la temporada cinco, "The Daneurysm", como subastador de relleno luego de que Dan Dotson se enfermara.[36]

- Bruce Reich (Temporada 8): Bruce es un exempleado de American Auctioneers que apareció en un episodio de la octava temporada, "Palm Springs Throwdown", como subastador de suplentes después de que los Dotsons salieran de la subasta a mitad de camino tras un incidente entre Dan y Dave Hester.[37]

### Narrador
- Thom Beers: es el productor ejecutivo y narrador del espectáculo. Proporciona una explicación rápida de lo que trata el programa al principio y hace un resumen de las ganancias o pérdidas de los compradores destacados al final de cada episodio. Afirmó que la serie evita profundizar en las historias tras bambalinas de los propietarios originales de los casilleros porque "todo lo que ves es miseria allí, y no quería intercambiar con eso".[33]

## Recepción
La respuesta crítica se mezcló, con Mary McNamara, de Los Angeles Times, llamando a ¿Quién da más? "un espectáculo extrañamente inspirador: la esperanza es una de las muchas cosas que aparentemente se pueden encontrar en una unidad de almacenamiento abandonada" y Neil Genzlinger de The New York Timescalled la serie "una adición especialmente entretenida al género". Brian Lowry, de Variety, dijo que "las 'Guerras' deberían haberse dejado almacenadas, por tiempo indefinido".
Al escribir para Slate, Troy Patterson hizo una revisión mixta, refiriéndose a la serie como "TV basura", así como "trivial y magnética". Ellen Gray del Philadelphia Daily News sugirió "si hay un hueso adquisitivo en tu cuerpo, probablemente deberías evitarlo".

## Índices de audiencia
El programa ha recibido 6.6/10 calificaciones en IMDb. Ha recibido una calificación de 7.9/10 en TV.com. El primer episodio de la primera temporada atrajo a 2.1 millones de espectadores y el programa fue el programa de no ficción mejor calificado de A&E para 2010, con un promedio de 2.4 millones de espectadores. El estreno de la segunda temporada consistió en nuevos episodios consecutivos de la serie; el segundo programa atrajo a 5,1 millones de espectadores en total y fue la calificación más alta para un episodio de una serie en la historia de A&E. El estreno de la temporada combinada superó a los episodios originales de NBCLove en el Wild y el Primetime Nightline de ABC.

## Polémicas
Mientras que algunas personas han especulado sobre la autenticidad de los almacenes y una posible manipulación por parte de los productores a la hora de colocar piezas dentro, el productor ejecutivo Thom Beers dijo que la inmensa mayoría de los almacenes no contenían nada de valor y no aparecieron en el programa final.

### Demandas
En diciembre de 2012, Dave Hester interpuso una demanda contra A&E y Original Productions, diciendo que los productores alteraron almacenes enteros, pusieron objetos dentro con semanas de antelación y dieron dinero a los equipos más débiles para que compraran almacenes que no podrían permitirse. También decía la demanda que Hester y otros miembros de la serie se reunieron con los directivos de la cadena para expresar su opinión sobre estos hechos, que constituían una violación de una ley federal.
En enero de 2013, A&E respondió diciendo que la composición del programa estaba bajo la protección de la Primera Enmienda y que las quejas de Hester no podían aplicarse. La cadena también dijo que por el Acta de Comunicación de 1934 es inaplicable a la televisión por cable, puesto que no existía y el formato usado no incluye "conocimiento intelectual" o "habilidades intelectuales" y no es un programa de apuestas. A&E también declaró que hay "contradicciones notables en el exagerado autorretrato de Hester", en referencia a sus afirmaciones del valor sobre los artículos que encuentre en los casilleros.
En marzo de 2013, A&E obtuvo una victoria parcial en el juicio cuando un juez federal desechó la reclamación de Hester con respecto a las supuestas prácticas comerciales desleales, llamando al espectáculo "libertad de expresión expresiva", y afirmó que su demanda de despido injustificado, no era bastante específica.
El 3 de septiembre de 2013, Hester tuvo una de sus reclamaciones aprobadas por el juez de la Corte Superior Michael Johnson. El tribunal decidió que Hester "puede seguir adelante con la parte de despido injustificado a su demanda amplia contra A&E y los productores de ¿Quién da más?."